# Torneo de la Liga Minguera de Fútbol 2017
El Campeonato de la Liga Minguera de Fútbol 2017 de fútbol, es la 2ª edición del torneo de la Liga Minguera de Fútbol, a su vez perteneciente a la Unión del Fútbol del Interior.

## Formato de la competición y equipos participantes
En la actual edición el campeonato será disputado por 16 equipos, dos más que la edición anterior, con los ingresos de los equipos de El Triunfo y Humaitá. Los participantes serán divididos en cuatro grupos en donde los dos mejores posicionados de los grupos avanzarán a cuartos de final.
| Grupo A      | Grupo B        | Grupo C      | Grupo D      |
| ------------ | -------------- | ------------ | ------------ |
| Minga Guazú  | 8 de diciembre | 30 Unidos    | Don Bosco    |
| Deportivo 22 | Unión Agrícola | Boquerón     | Los Jazmines |
| El Triunfo   | San Roque      | Santa Mónica | Paí Coronel  |
| Guaraní      | San Francisco  | Humaitá      | Oriental     |

## Primera fase

### Grupo A
| Pos | Equipo       | Pts | PJ | G | E | P | GF | GC | DIF |
| --- | ------------ | --- | -- | - | - | - | -- | -- | --- |
| 1º  | Minga Guazú  | 13  | 6  | 4 | 1 | 1 | 12 | 6  | 6   |
| 2º  | Guaraní      | 12  | 6  | 4 | 0 | 2 | 12 | 4  | 8   |
| 3º  | El Triunfo   | 8   | 6  | 2 | 2 | 2 | 9  | 12 | -3  |
| 4º  | Deportivo 22 | 1   | 6  | 0 | 1 | 5 | 6  | 17 | -11 |

### Grupo B
| Pos | Equipo         | Pts | PJ | G | E | P | GF | GC | DIF |
| --- | -------------- | --- | -- | - | - | - | -- | -- | --- |
| 1º  | San Roque      | 8   | 6  | 2 | 2 | 2 | 11 | 7  | 4   |
| 2º  | Unión Agrícola | 8   | 6  | 2 | 2 | 2 | 12 | 13 | -1  |
| 3º  | 8 de diciembre | 7   | 6  | 1 | 4 | 1 | 7  | 7  | 0   |
| 4º  | San Francisco  | 7   | 6  | 1 | 4 | 1 | 8  | 11 | -3  |

### Grupo C
| Pos | Equipo       | Pts | PJ | G | E | P | GF | GC | DIF |
| --- | ------------ | --- | -- | - | - | - | -- | -- | --- |
| 1º  | Boquerón     | 11  | 6  | 3 | 2 | 1 | 10 | 6  | 4   |
| 2º  | 30 Unidos    | 9   | 6  | 3 | 0 | 3 | 11 | 10 | 1   |
| 3º  | Santa Mónica | 8   | 6  | 2 | 2 | 2 | 13 | 10 | 3   |
| 4º  | Humaitá      | 5   | 6  | 1 | 2 | 3 | 10 | 18 | -8  |

### Grupo D
| Pos | Equipo       | Pts | PJ | G | E | P | GF | GC | DIF |
| --- | ------------ | --- | -- | - | - | - | -- | -- | --- |
| 1º  | Don Bosco    | 14  | 6  | 4 | 2 | 0 | 17 | 7  | 10  |
| 2º  | Oriental     | 9   | 6  | 3 | 0 | 3 | 18 | 12 | 6   |
| 3º  | Paí Coronel  | 9   | 6  | 2 | 3 | 1 | 16 | 11 | 5   |
| 4º  | Los Jazmines | 1   | 6  | 0 | 1 | 5 | 5  | 26 | -21 |

|  | En zona de clasificación a la siguiente ronda |

### Resultados
| Fecha 1        | Fecha 1   | Fecha 1       | Fecha 1     |
| -------------- | --------- | ------------- | ----------- |
| Grupo A        |           |               |             |
| Local          | Resultado | Visitante     | Fecha       |
| Minga Guazú    | 1 - 1     | El Triunfo    | 12 de marzo |
| Deportivo 22   | 0 - 4     | Guaraní       | 19 de marzo |
| Grupo B        |           |               |             |
| Local          | Resultado | Visitante     | Fecha       |
| 8 de diciembre | 0 - 0     | San Roque     | 19 de marzo |
| Unión Agrícola | 2 - 2     | San Francisco | 19 de marzo |
| Grupo C        |           |               |             |
| Local          | Resultado | Visitante     | Fecha       |
| 30 Unidos      | 4 - 3     | Santa Mónica  | 19 de marzo |
| Boquerón       | 2 - 0     | Humaitá       | 19 de marzo |
| Grupo D        |           |               |             |
| Local          | Resultado | Visitante     | Fecha       |
| Don Bosco      | 3 - 3     | Paí Coronel   | 19 de marzo |
| Los Jazmines   | 1 - 2     | Oriental      | 19 de marzo |

| Fecha 2       | Fecha 2   | Fecha 2        | Fecha 2     |
| ------------- | --------- | -------------- | ----------- |
| Grupo A       |           |                |             |
| Local         | Resultado | Visitante      | Fecha       |
| El Triunfo    | 3 - 3     | Deportivo 22   | 26 de marzo |
| Guaraní       | 1 - 2     | Minga Guazú    | 26 de marzo |
| Grupo B       |           |                |             |
| Local         | Resultado | Visitante      | Fecha       |
| San Roque     | 2 - 3     | Unión Agrícola | 26 de marzo |
| San Francisco | 1 - 1     | 8 de diciembre | 26 de marzo |
| Grupo C       |           |                |             |
| Local         | Resultado | Visitante      | Fecha       |
| Santa Mónica  | 2 - 1     | Boquerón       | 26 de marzo |
| Humaitá       | 3 - 2     | 30 Unidos      | 30 de marzo |
| Grupo D       |           |                |             |
| Local         | Resultado | Visitante      | Fecha       |
| Oriental      | 1 - 2     | Don Bosco      | 26 de marzo |
| Paí Coronel   | 4 - 0     | Los Jazmines   | 26 de marzo |

| Fecha 3        | Fecha 3   | Fecha 3        | Fecha 3    |
| -------------- | --------- | -------------- | ---------- |
| Grupo A        |           |                |            |
| Local          | Resultado | Visitante      | Fecha      |
| Minga Guazú    | 2 - 1     | Deportivo 22   | 2 de abril |
| El Triunfo     | 1 - 0     | Guaraní        | 2 de abril |
| Grupo B        |           |                |            |
| Local          | Resultado | Visitante      | Fecha      |
| 8 de diciembre | 3 - 2     | Unión Agrícola | 2 de abril |
| San Roque      | 4 - 0     | San Francisco  | 2 de abril |
| Grupo C        |           |                |            |
| Local          | Resultado | Visitante      | Fecha      |
| 30 Unidos      | 0 - 2     | Boquerón       | 2 de abril |
| Santa Mónica   | 5 - 1     | Humaitá        | 2 de abril |
| Grupo D        |           |                |            |
| Local          | Resultado | Visitante      | Fecha      |
| Don Bosco      | 7 - 1     | Los Jazmines   | 2 de abril |
| Oriental       | 4 - 1     | Paí Coronel    | 2 de abril |

| Fecha 4        | Fecha 4   | Fecha 4        | Fecha 4    |
| -------------- | --------- | -------------- | ---------- |
| Grupo A        |           |                |            |
| Local          | Resultado | Visitante      | Fecha      |
| Deportivo 22   | 1 - 2     | Minga Guazú    | 9 de abril |
| Guaraní        | 2 - 1     | El Triunfo     | 9 de abril |
| Grupo B        |           |                |            |
| Local          | Resultado | Visitante      | Fecha      |
| San Francisco  | 2 - 1     | San Roque      | 9 de abril |
| Unión Agrícola | 2 - 1     | 8 de diciembre | 9 de abril |
| Grupo C        |           |                |            |
| Local          | Resultado | Visitante      | Fecha      |
| Boquerón       | 1 - 0     | 30 Unidos      | 9 de abril |
| Humaitá        | 2 - 2     | Santa Mónica   | 9 de abril |
| Grupo D        |           |                |            |
| Local          | Resultado | Visitante      | Fecha      |
| Paí Coronel    | 5 - 1     | Oriental       | 9 de abril |
| Los Jazmines   | 1 - 3     | Don Bosco      | 9 de abril |

| Fecha 5        | Fecha 5   | Fecha 5       | Fecha 5     |
| -------------- | --------- | ------------- | ----------- |
| Grupo A        |           |               |             |
| Local          | Resultado | Visitante     | Fecha       |
| Deportivo 22   | 1 - 2     | El Triunfo    | 16 de abril |
| Minga Guazú    | 0 - 1     | Guaraní       | 16 de abril |
| Grupo B        |           |               |             |
| Local          | Resultado | Visitante     | Fecha       |
| Unión Agrícola | 1 - 3     | San Roque     | 16 de abril |
| 8 de diciembre | 1 - 1     | San Francisco | 16 de abril |
| Grupo C        |           |               |             |
| Local          | Resultado | Visitante     | Fecha       |
| Boquerón       | 1 - 1     | Santa Mónica  | 16 de abril |
| 30 Unidos      | 4 - 1     | Humaitá       | 16 de abril |
| Grupo D        |           |               |             |
| Local          | Resultado | Visitante     | Fecha       |
| Don Bosco      | 2 - 1     | Oriental      | 16 de abril |
| Los Jazmines   | 1 - 1     | Paí Coronel   | 16 de abril |

| Fecha 6       | Fecha 6   | Fecha 6        | Fecha 6     |
| ------------- | --------- | -------------- | ----------- |
| Grupo A       |           |                |             |
| Local         | Resultado | Visitante      | Fecha       |
| El Triunfo    | 1 - 5     | Minga Guazú    | 21 de abril |
| Guaraní       | 4 - 0     | Deportivo 22   | 23 de abril |
| Grupo B       |           |                |             |
| Local         | Resultado | Visitante      | Fecha       |
| San Roque     | 1 - 1     | 8 de diciembre | 23 de abril |
| San Francisco | 2 - 2     | Unión Agrícola | 23 de abril |
| Grupo C       |           |                |             |
| Local         | Resultado | Visitante      | Fecha       |
| Santa Mónica  | 0 - 1     | 30 Unidos      | 23 de abril |
| Humaitá       | 3 - 3     | Boquerón       | 23 de abril |
| Grupo D       |           |                |             |
| Local         | Resultado | Visitante      | Fecha       |
| Paí Coronel   | 2 - 2     | Don Bosco      | 23 de abril |
| Oriental      | 9 - 1     | Los Jazmines   | 23 de abril |

## Segunda fase

### Cuartos de final
| Ida            | Ida       | Ida         | Ida       |
| Local          | Resultado | Visitante   | Fecha     |
| -------------- | --------- | ----------- | --------- |
| Unión Agrícola | 1 - 1     | Minga Guazú | 7 de mayo |
| Guaraní        | 0 - 0     | San Roque   | 7 de mayo |
| Oriental       | 0 - 1     | Boquerón    | 7 de mayo |
| 30 Unidos      | 0 - 0     | Don Bosco   | 7 de mayo |

| Vuelta      | Vuelta    | Vuelta         | Vuelta | Vuelta  | Vuelta     |
| Local       | Resultado | Visitante      | Global | Penales | Fecha      |
| ----------- | --------- | -------------- | ------ | ------- | ---------- |
| Minga Guazú | 0 - 0     | Unión Agrícola | 1 - 1  | 3 - 4   | 14 de mayo |
| San Roque   | 1 - 4     | Guaraní        | 1 - 4  |         | 21 de mayo |
| Boquerón    | 3 - 0     | Oriental       | 4 - 0  |         | 21 de mayo |
| Don Bosco   | 2 - 2     | 30 Unidos      | 2 - 2  | 6 - 5   | 21 de mayo |

### Semifinales
| Ida            | Ida       | Ida       | Ida        |
| Local          | Resultado | Visitante | Fecha      |
| -------------- | --------- | --------- | ---------- |
| Don Bosco      | 3 - 1     | Boquerón  | 28 de mayo |
| Unión Agrícola | 0 - 3     | Guaraní   | 28 de mayo |

| Vuelta   | Vuelta    | Vuelta         | Vuelta | Vuelta     |
| Local    | Resultado | Visitante      | Global | Fecha      |
| -------- | --------- | -------------- | ------ | ---------- |
| Boquerón | 1 - 2     | Don Bosco      | 2 - 5  | 4 de junio |
| Guaraní  | 2 - 2     | Unión Agrícola | 5 - 2  | 4 de junio |

### Finales
| Ida     | Ida       | Ida       | Ida         |
| Local   | Resultado | Visitante | Fecha       |
| ------- | --------- | --------- | ----------- |
| Guaraní | 1 - 1     | Don Bosco | 11 de junio |

| Vuelta    | Vuelta    | Vuelta    | Vuelta | Vuelta      |
| Local     | Resultado | Visitante | Global | Fecha       |
| --------- | --------- | --------- | ------ | ----------- |
| Don Bosco | 0 - 1     | Guaraní   | 1 - 2  | 18 de junio |

## Campeón
| Campeón Club Guaraní 1.o título |